# Ai grandi magazzini
Ai grandi magazzini (Barata de primavera) è una telenovela messicana del 1975.  Basata su una storia originale di Marissa Garrido, ha come protagonisti Jacqueline Andere ed Enrique Lizalde, anche se è principalmente nota per aver lanciato la carriera di Verónica Castro al suo primo ruolo di rilievo. La telenovela ebbe un tale successo che ne venne prodotta una seconda parte con protagonisti Maricruz Olivier e Joaquín Cordero.
Fu trasmessa per la prima volta in Italia su Rete A nel 1986.

## Trama
La storia è ambientata a Città del Messico, nei grandi magazzini "La Primavera". Letizia Reyes è una giovane commessa dei grandi magazzini, con un carattere buono e dolce, che vive con sua madre Angélica. Suo padre Arturo de la Lama è il proprietario dei grandi magazzini, ma ha abbandonato Angélica prima che Letizia nascesse su pressioni della famiglia e si è risposato con la perfida Adriana. Assieme a Letizia lavora sua cugina Marina, che sogna di diventare attrice e sfondare nel mondo dello spettacolo. Letizia è stata abbandonata dal fidanzato Antonio a pochi giorni dal matrimonio.
Letizia scopre che Arturo è suo padre, che non ha mai conosciuto. Quando Arturo si prepara a riconoscerla, cade in coma a causa di un infarto causato da Adriana. Edoardo Lozano è il direttore dei grandi magazzini ed ex marito di Adriana e figlio di Javier, un uomo mediocre che non riesce ancora a superare il fatto che sua moglie Laura Palmer, una famosa attrice, lo abbia abbandonato. Letizia ed Edoardo si innamorano, mentre Marina, invidiosa della cugina, tenta in tutti i modi di ostacolare la storia d'amore. I due innamorati si sposano, ma Javier dice loro che devono annullare il matrimonio poiché Eduardo non è figlio suo bensì di Arturo, per cui Letizia ed Eduardo sono fratelli. Marina, che non riesce a trovare il successo come attrice a causa delle sue scarse capacità, cerca di conquistare il cuore di Edoardo per rubarlo alla cugina, ma perisce tragicamente in un incidente. In seguito muoiono anche Adriana e Javier, i quali però prima confessano a Edoardo e Letizia che non sono fratelli.